# Calda emozione
Calda emozione (White Palace) è un film del 1990 diretto da Luis Mandoki. Il soggetto è tratto da un romanzo di Glenn Savan.

## Trama
Nora, una cameriera di fast food quarantatreenne che vive da sola dopo la tragica morte del figlio, ha una relazione con Max, un ventisettenne ricco e da poco vedovo. Le differenze di età e ceto si fanno sentire, ma arriverà il lieto fine.

## Produzione
Il titolo originale del film avrebbe dovuto essere The White Castle; il romanzo da cui è tratto fa persino riferimento a una specifica coordinata in cui è presente un ristorante della catena White Castle, sito nel sud di Saint Louis, ma l'azienda negò il permesso di utilizzare il suo nome sia nel romanzo che nel film e di realizzare delle riprese in uno dei propri ristoranti.

## Distribuzione
Fu distribuito negli Stati Uniti dal 19 ottobre 1990 e in Italia da giugno 1991 col divieto di visione ai minori di 14 anni, rimosso in seguito a una nuova revisione nel 1993, voluta dal distributore televisivo Reteitalia, contenente alcuni tagli.

## Accoglienza

### Critica
(Alessandro Acutis, Stampa Sera, 7 giugno 1991)
(Gabriella Giannice, Il Giornale, 9 giugno 1991)
(Maurizio Porro, Corriere della Sera, 12 giugno 1991)
(Michele Anselmi, l'Unità, 15 luglio 1991)
(Giovanni Grazzini, Il Messaggero)

## Riconoscimenti
- 1991 – Golden Globe
  - Candidatura alla migliore attrice in un film drammatico a Susan Sarandon